# Ryan De Vries
Ryan De Vries (Kaapstad, 14 september 1991) is een Nieuw-Zeelands profvoetballer die als aanvaller speelt. 

## Statistieken
| Seizoen | Club             | Land          | Competitie                         | Duels | Goals |
| ------- | ---------------- | ------------- | ---------------------------------- | ----- | ----- |
| 2009/10 | Waitakere United | Nieuw-Zeeland | New Zealand Football Championship  | 9     | 1     |
| 2010/11 | Waitakere United | Nieuw-Zeeland | New Zealand Football Championship  | 11    | 6     |
| 2011/12 | Waitakere United | Nieuw-Zeeland | New Zealand Football Championship  | 15    | 9     |
| 2012/13 | Waitakere United | Nieuw-Zeeland | New Zealand Football Championship  | 17    | 9     |
| 2013/14 | Auckland City FC | Nieuw-Zeeland | New Zealand Football Championship  | 13    | 2     |
| 2014/15 | Auckland City FC | Nieuw-Zeeland | New Zealand Football Championship  | 16    | 5     |
| 2015/16 | Auckland City FC | Nieuw-Zeeland | New Zealand Football Championship  | 16    | 15    |
| 2016/17 | Auckland City FC | Nieuw-Zeeland | New Zealand Football Championship  | 19    | 4     |
| 2017/18 | Auckland City FC | Nieuw-Zeeland | New Zealand Football Championship  | 6     | 10    |
| 2018    | FC Gifu          | Japan         | J2 League                          | 26    | 4     |
| 2019    | FC Gifu          | Japan         | J2 League                          | 27    | 4     |
| 2020    | Sligo Rovers FC  | Ierland       | League of Ireland Premier Division | 0     | 0     |
| Totaal  | Totaal           | Totaal        | Totaal                             | 175   | 69    |

## Erelijst
Waitakere United
- Nieuw-Zeelands kampioen: 2009/10, 2010/11, 2011/12, 2012/13
- Nieuw-Zeelands bekerwinnaar:  2012/13

Auckland City FC
- Nieuw-Zeelands kampioen: 2013/14, 2014/15, 2017/18
- Nieuw-Zeelands bekerwinnaar: 2013/14, 2015/16, 2016/17
- OFC Champions League: 2013/14, 2014/15, 2015/16, 2016/17
- Topschutter New Zealand Football Championship: 2015/16
- Topschutter OFC Champions League: 2016/17